# 尾崎まゆみ
尾崎 まゆみ（尾﨑 まゆみ、おさき まゆみ、1955年1月17日 - ）は、愛媛県今治市生まれの歌人。兵庫県神戸市在住。
愛媛県立今治西高等学校、早稲田大学教育学部国語国文学科を卒業。1991年、「微熱海域」で第34回短歌研究新人賞受賞。塚本邦雄が創刊した歌誌『玲瓏』の編集委員で選者を務める。2011年から神戸新聞文芸短歌選者、2015年から伊丹公論「伊丹歌壇」選者。

## 著書

### 歌集
- 『微熱海域』書肆季節社、1993年
- 『酸つぱい月』砂子屋書房、1998年
- 『真珠鎖骨』短歌研究社、2003年
- 『時の孔雀』角川書店、2008年
- 『明眉な闇』短歌研究社、2011年
- 『綺麗な指』砂子屋書房、2013年
- 『ゴダールの悪夢』書肆侃侃房、2022年

### エッセイ
- 『レダの靴を履いて　塚本邦雄の歌と歩く』書肆侃侃房、2019年

### アンソロジー
- 『尾崎まゆみ集』《セレクション歌人12》邑（ゆう）書林、2004年

『微熱海域』から30首、『酸つぱい月』全、エッセイ、藤原龍一郎による歌人論を収録。
- 『尾崎まゆみ歌集』《現代短歌文庫132》砂子屋書房、2017年

『微熱海域』『真珠鎖骨』全、山中智恵子・葛原妙子によるノートを収録。